# Sameraria elegans
Sameraria elegans är en korsblommig växtart som beskrevs av Pierre Edmond Boissier. Sameraria elegans ingår i släktet Sameraria och familjen korsblommiga växter. Inga underarter finns listade i Catalogue of Life.